# Desecheo
Desecheo è una piccola isola dell'arcipelago di Porto Rico situata in quella fascia di mare compresa tra la Repubblica Dominicana e Porto Rico, chiamata stretto della Mona, che collega il mar dei Caraibi con l'oceano Atlantico. Dista 21 km dalla costa occidentale di Porto Rico.
Assieme all'isola Monito e all'isola della Mona, 40 km a sud-ovest, rappresenta una circoscrizione del comune di Mayagüez. La superficie totale delle tre isole è di circa 57 km² e rappresenta il 28.3% dell'intera area comunale.